# Épervans
Épervans est une commune française située dans le département de Saône-et-Loire, en région Bourgogne-Franche-Comté.

## Géographie

### Situation géographique
Située en Bourgogne, dans le département de Saône-et-Loire à moins de 10 kilomètres de Chalon-sur-Saône. Comprise entre le Chalonnais et la Bresse sur les bords de Saône.

### Hydrographie
La Saône passe par la commune. Il y a 9,2 kilomètres de digues sur les bords de Saône. Il y a aussi des lacs.

### Géologie et relief
Le territoire est assez plat (avec une altitude comprise entre 170 et 197 mètres), avec des terres fertiles. Depuis le début du XIXe siècle, une île a été créée (nommé l'Île Chaumette). Les sols ont pour origine l'ère du quaternaire ancien et du quaternaire récent (bord de Saône).

### Climat
Pour des articles plus généraux, voir Climat de la Bourgogne-Franche-Comté et Climat de Saône-et-Loire.
En 2010, le climat de la commune est de type climat océanique dégradé des plaines du Centre et du Nord, selon une étude du Centre national de la recherche scientifique s'appuyant sur une série de données couvrant la période 1971-2000. En 2020, Météo-France publie une typologie des climats de la France métropolitaine dans laquelle la commune est dans une zone de transition entre le climat océanique altéré et le climat océanique altéré et est dans la région climatique Bourgogne, vallée de la Saône, caractérisée par un bon ensoleillement (1 900 h/an), un été chaud (18,5 °C), un air sec au printemps et en été et des vents faibles.
Pour la période 1971-2000, la température annuelle moyenne est de 11,1 °C, avec une amplitude thermique annuelle de 18 °C. Le cumul annuel moyen de précipitations est de 830 mm, avec 11,6 jours de précipitations en janvier et 7,2 jours en juillet. Pour la période 1991-2020, la température moyenne annuelle observée sur la station météorologique de Météo-France la plus proche, « Saint-Marcel », sur la commune de Saint-Marcel à 3 km à vol d'oiseau, est de 12,3 °C et le cumul annuel moyen de précipitations est de 818,4 mm. 
La température maximale relevée sur cette station est de 41,8 °C, atteinte le 12 août 2003 ; la température minimale est de −20 °C, atteinte le 16 janvier 1985,,.
Les paramètres climatiques de la commune ont été estimés pour le milieu du siècle (2041-2070) selon différents scénarios d'émission de gaz à effet de serre à partir des nouvelles projections climatiques de référence DRIAS-2020. Ils sont consultables sur un site dédié publié par Météo-France en novembre 2022.

#### Dijon
Pour la ville de Dijon (316 m), les valeurs climatiques jusqu'à 1990 :
| Mois                              | jan. | fév. | mars | avril | mai  | juin | jui. | août | sep. | oct. | nov. | déc. | année |
| --------------------------------- | ---- | ---- | ---- | ----- | ---- | ---- | ---- | ---- | ---- | ---- | ---- | ---- | ----- |
| Température minimale moyenne (°C) | −1   | 0,1  | 2,2  | 5     | 8,7  | 12   | 14,1 | 13,7 | 10,9 | 7,2  | 2,5  | −0,2 | 6,3   |
| Température moyenne (°C)          | 1,6  | 3,6  | 6,5  | 9,8   | 13,7 | 17,2 | 19,7 | 19,1 | 16,1 | 11,3 | 5,6  | 2,3  | 10,5  |
| Température maximale moyenne (°C) | 4,2  | 7    | 10,8 | 14,7  | 18,7 | 22,4 | 25,3 | 24,5 | 21,3 | 15,5 | 8,6  | 4,8  | 14,8  |
| Précipitations (mm)               | 49,2 | 52,5 | 52,8 | 52,2  | 86,3 | 62,4 | 51   | 65,4 | 66,6 | 57,6 | 64,2 | 62   | 732,2 |

#### Mâcon
Pour la ville de Mâcon (216 m), les valeurs climatiques de 1961 à 1990 :
| Mois                              | jan. | fév. | mars | avril | mai  | juin | jui. | août | sep. | oct. | nov. | déc. | année |
| --------------------------------- | ---- | ---- | ---- | ----- | ---- | ---- | ---- | ---- | ---- | ---- | ---- | ---- | ----- |
| Température minimale moyenne (°C) | −0,6 | 0,7  | 2,5  | 5,2   | 8,9  | 12,3 | 12,4 | 13,9 | 11,1 | 7,5  | 2,9  | 0,1  | 6,6   |
| Température moyenne (°C)          | 2,1  | 4    | 6,8  | 10    | 13,9 | 17,5 | 20,1 | 19,4 | 16,4 | 11,7 | 6    | 2,7  | 10,9  |
| Température maximale moyenne (°C) | 4,9  | 7,3  | 11,1 | 14,8  | 18,9 | 22,8 | 25,7 | 24,9 | 21,7 | 15,9 | 9,1  | 5,3  | 15,2  |
| Précipitations (mm)               | 66,3 | 60,9 | 58,7 | 69,4  | 85,9 | 74,7 | 58,1 | 77,1 | 75,7 | 71,7 | 72,7 | 70,4 | 841,4 |

## Urbanisme

### Typologie
Au 1er janvier 2024, Épervans est catégorisée ceinture urbaine, selon la nouvelle grille communale de densité à sept niveaux définie par l'Insee en 2022.
Elle est située hors unité urbaine. Par ailleurs la commune fait partie de l'aire d'attraction de Chalon-sur-Saône, dont elle est une commune de la couronne,. Cette aire, qui regroupe 109 communes, est catégorisée dans les aires de 50 000 à moins de 200 000 habitants,.

### Occupation des sols
L'occupation des sols de la commune, telle qu'elle ressort de la base de données européenne d’occupation biophysique des sols Corine Land Cover (CLC), est marquée par l'importance des territoires agricoles (59,6 % en 2018), en diminution par rapport à 1990 (62,4 %). La répartition détaillée en 2018 est la suivante : terres arables (20,7 %), prairies (19,8 %), zones agricoles hétérogènes (19 %), forêts (15,6 %), zones urbanisées (10,9 %), eaux continentales (10,1 %), zones humides intérieures (2,6 %), zones industrielles ou commerciales et réseaux de communication (1,3 %). L'évolution de l’occupation des sols de la commune et de ses infrastructures peut être observée sur les différentes représentations cartographiques du territoire : la carte de Cassini (XVIIIe siècle), la carte d'état-major (1820-1866) et les cartes ou photos aériennes de l'IGN pour la période actuelle (1950 à aujourd'hui).

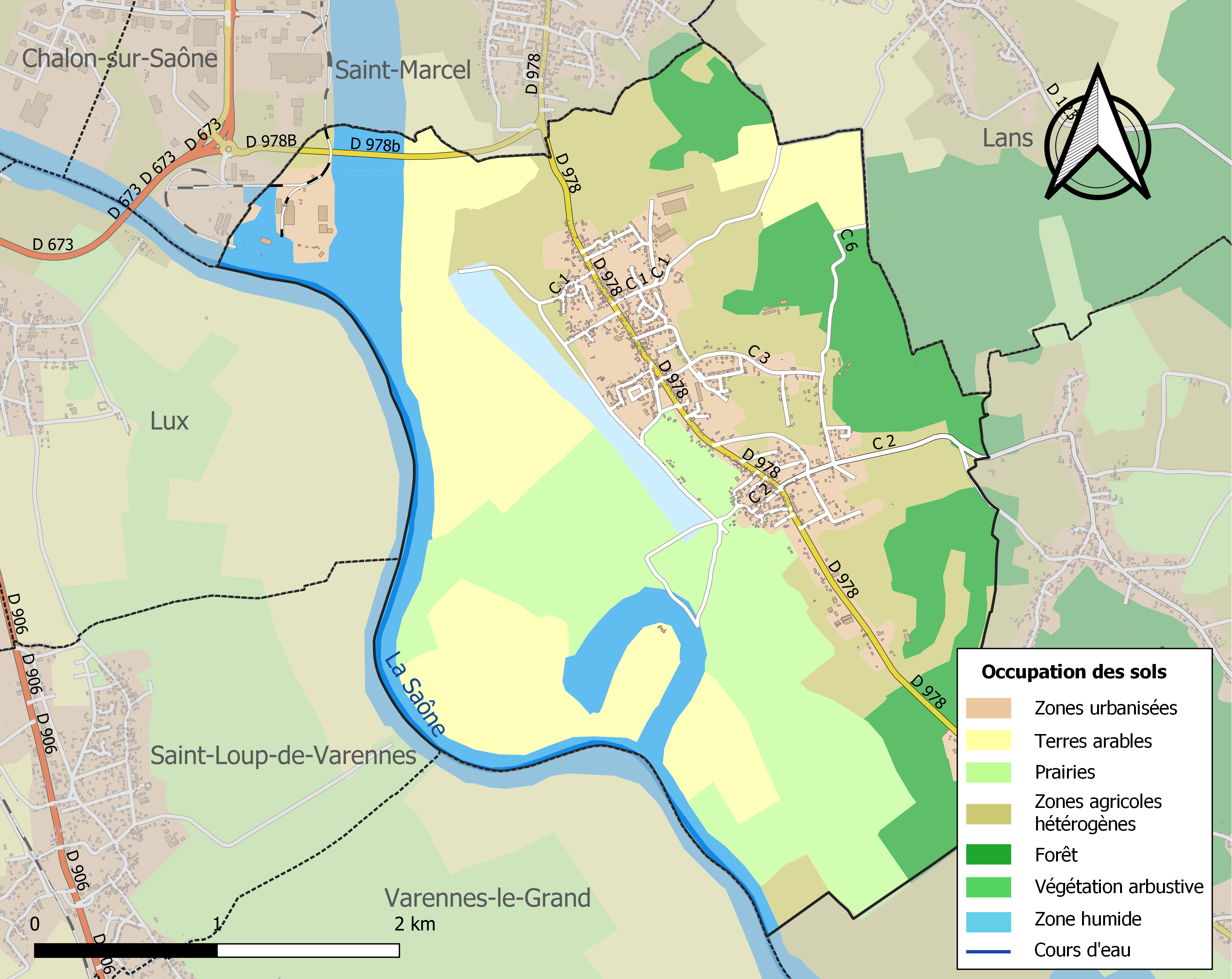
Carte des infrastructures et de l'occupation des sols de la commune en 2018 (CLC).

## Histoire
En 1804, Napoléon Ier qui ne souhaitait pas emprunter un bras de la Saône en épingle à cheveux à Épervans, a demandé à l'ingénieur Chaumette d'effectuer des travaux pour un raccourci et de créer ainsi l'île Chaumette. En janvier 1996, Épervans a rejoint la communauté d'Agglomération de Chalon Val de Bourgogne.

## Héraldique
| Blason de Épervans | Blason  | Tranché : au 1er de sinople à la fasce ondée cousue d'azur, au 2e d'azur à l'église du lieu et au château de la Motte d'or [au naturel] et rangés en bande ; à la bande d'argent brochant sur la partition. |
| Blason de Épervans | Détails | Le statut officiel du blason reste à déterminer. |

## Politique et administration

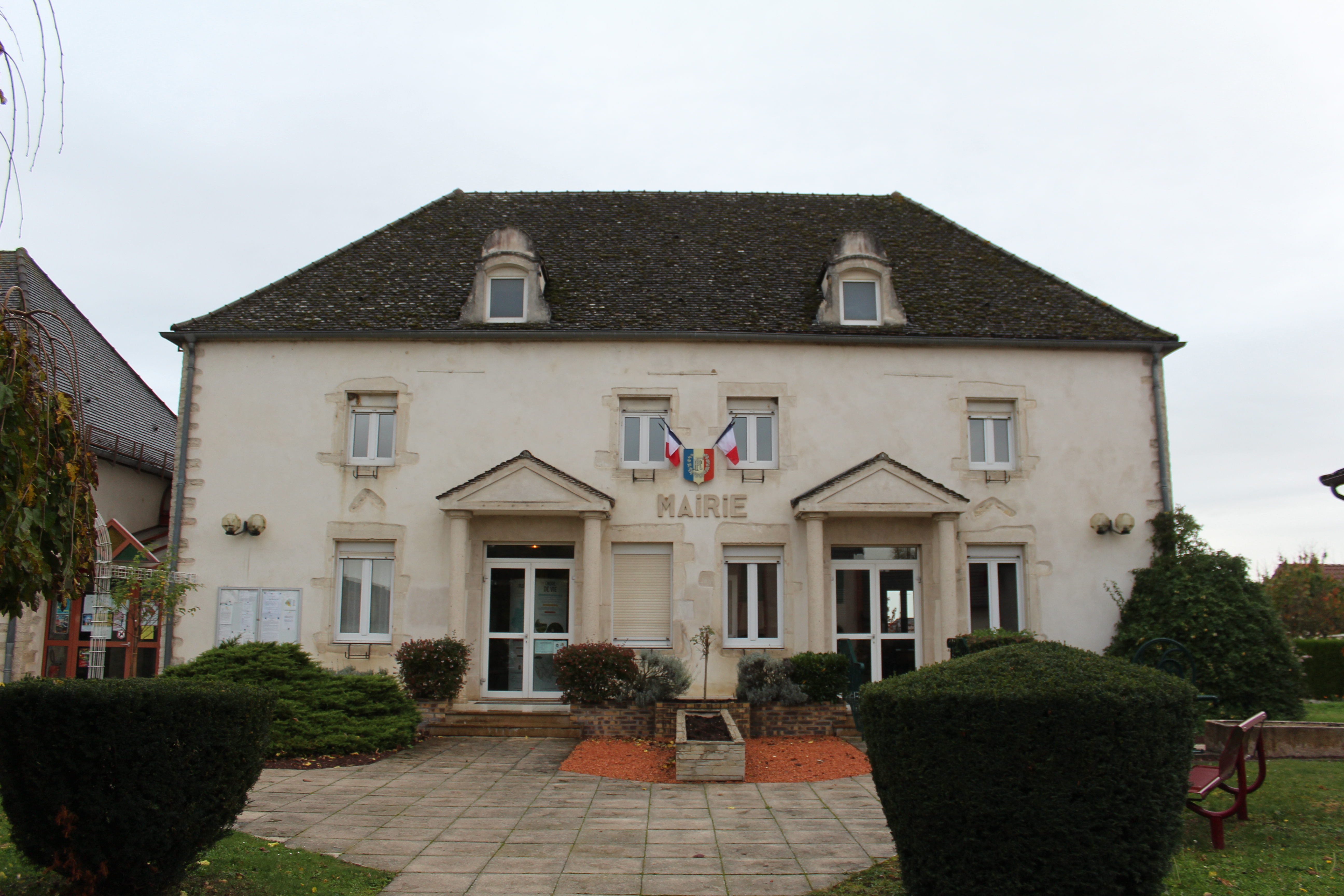
Mairie.

### Listes des maires
| Période                                  | Période   | Identité       | Étiquette  | Qualité                                       |
| ---------------------------------------- | --------- | -------------- | ---------- | --------------------------------------------- |
| 1992                                     | juin 1995 | Daniel Malot   |            |                                               |
| juin 1995                                | 1997      | Françoise Peri |            |                                               |
| 1997                                     | mars 2008 | Yves Lehanneur | Apolitique | Chef d'entreprise                             |
| mars 2008                                | en cours  | Éric Michoux   | UDR        | Chef d'entreprise, député depuis juillet 2024 |
| Les données manquantes sont à compléter. |           |                |            |                                               |

### Canton et intercommunalité
La commune fait partie du Grand Chalon.

## Population et société

### Démographie

#### Évolution démographique
L'évolution du nombre d'habitants est connue à travers les recensements de la population effectués dans la commune depuis 1793. Pour les communes de moins de 10 000 habitants, une enquête de recensement portant sur toute la population est réalisée tous les cinq ans, les populations de référence des années intermédiaires étant quant à elles estimées par interpolation ou extrapolation. Pour la commune, le premier recensement exhaustif entrant dans le cadre du nouveau dispositif a été réalisé en 2008.

En 2022, la commune comptait 1 642 habitants, en évolution de +2,18 % par rapport à 2016 (Saône-et-Loire : −1,06 %, France hors Mayotte : +2,11 %).
| 1793 | 1800 | 1806 | 1821 | 1831 | 1836 | 1841 | 1846 | 1851 |
| ---- | ---- | ---- | ---- | ---- | ---- | ---- | ---- | ---- |
| 582  | 663  | 676  | 766  | 818  | 743  | 755  | 744  | 742  |

| 1856 | 1861 | 1866 | 1872 | 1876 | 1881 | 1886 | 1891 | 1896 |
| ---- | ---- | ---- | ---- | ---- | ---- | ---- | ---- | ---- |
| 744  | 728  | 735  | 735  | 753  | 762  | 748  | 757  | 734  |

| 1901 | 1906 | 1911 | 1921 | 1926 | 1931 | 1936 | 1946 | 1954 |
| ---- | ---- | ---- | ---- | ---- | ---- | ---- | ---- | ---- |
| 713  | 683  | 674  | 678  | 724  | 755  | 769  | 777  | 841  |

| 1962 | 1968 | 1975 | 1982  | 1990  | 1999  | 2006  | 2008  | 2013  |
| ---- | ---- | ---- | ----- | ----- | ----- | ----- | ----- | ----- |
| 888  | 947  | 980  | 1 109 | 1 310 | 1 463 | 1 594 | 1 616 | 1 601 |

| 2018  | 2022  | - | - | - | - | - | - | - |
| ----- | ----- | - | - | - | - | - | - | - |
| 1 619 | 1 642 | - | - | - | - | - | - | - |

### Enseignement
Cette commune possède des écoles comptant en 2014-2015 : 48 élèves en maternelle et 110 élèves en élémentaire. Elle possède aussi une halte-garderie périscolaire et un centre de loisirs.

### Santé
Le centre hospitalier le plus proche se situe à Chalon-sur-Saône.

### Cultes
Culte catholique dans l'église du village.

### Sports
Ce village possède un stade de football utilisé par le club du « Football Club Epervans » dont l'équipe première évolue en 2011-2012 en 1er division de district du pays saônois.

### Associations
La commune compte 25 associations.

#### Manifestations
Il peut être cité : La fête de la Saint-Barnabé, organisé par l'Association du foyer rural début juin et qui est la plus grande fête du village. Il y a environ une quarantaine de manifestations dans le village par an.

### Écologie et recyclage
La collecte des ordures ménagères et autres est gérée par Le Grand Chalon.

## Économie
La commune compte 80 entreprises et commerces. Les maraîchers sont importants dans ce village, car ils sont une dizaine. L'agriculture avec trois à quatre exploitations agricoles qui font des céréales et de l'élevage pour la viande ou pour le lait. Entre autres industries ou activités, les plus importantes sont les transports, la maçonnerie, la production de sable et de granulat, l'ingénierie.

## Culture locale et patrimoine

### Lieux et monuments
- Château de la Motte.
- Chapelle du XVIe siècle.

### Personnalités liées à la commune
- Alexandre Paul Guérin de Tournel de Joyeuse de Chateauneuf-Randon.
- Charles Jacque (1813-1894), peintre, graveur, illustrateur auquel la commune a rendu hommage en donnant son nom à un établissement scolaire.

## Pour approfondir